# RWL Sport
RWL Sport is een Belgische voetbalclub uit Langdorp, die bij de KBVB is aangesloten met stamnummer 7162. De clubkleuren zijn zwart. Het is de opvolger van Wolfsdonk Sport die met dit stamnummer gesticht werd in 1967.
In 2018 fusioneerde Wolfsdonk Sport met FC Rillaar Sport en KVC Langdorp tot de nieuwe fusieploeg RWL Sport.

## Geschiedenis Wolfsdonk Sport

### Mannenploeg
De mannenploeg van Wolfsdonk Sport speelt sinds de oprichting in 1967 in de Brabantse provinciale reeksen.

In 2018 fuseerde Wolfsdonk Sport met FC Rillaar Sport en KVC Langdorp tot fusieploeg RWL Sport, met als stamnummer dat van Wolfsdonk (7162).

### Vrouwenploeg
Wolfsdonk duikt voor het eerst op in het nationale damesvoetbal in 2012: bij de intrede in de Derde klasse wordt de club meteen derde en schept hoge verwachtingen, die één seizoen later al ingelost worden. Oranje-zwart wordt kampioen met twee puntjes voorsprong op Saint-Rémy en stijgt zo door naar de Tweede klasse.
In die hogere afdeling loopt het echter heel wat minder vlot voor Wolfsdonk: het eerste jaar wordt degradatie nipt ontlopen met een elfde plaats op dertien ploegen, het jaar erna wordt de club zelfs helemaal laatste. Dankzij de competitiehervorming die Derde klasse opdoekt en Tweede klasse uitbreidt van 12 naar 28 ploegen hoeft de club echter niet te zakken. Dat was echter slechts uitstel van executie: een seizoen later wordt Wolfsdonk weer twaalfde en ditmaal zakt de ploeg wél - en door het verdwijnen van Derde klasse verdwijnt ze zelfs meteen uit de nationale reeksen. Begin jaren 2020 komt er een einde aan de damesploeg.

## Resultaten Mannen
| Seizoen             | Klasse | Klasse | Klasse | Klasse | Klasse | Klasse | Klasse | Klasse | Klasse | Reeks            | Punten | Opmerkingen                                          |
|                     | 1A     | 1B     | 1Nat   | 2Afd   | 3Afd   | P.I    | P.II   | P.III  | P.IV   |                  |        |                                                      |
| ------------------- | ------ | ------ | ------ | ------ | ------ | ------ | ------ | ------ | ------ | ---------------- | ------ | ---------------------------------------------------- |
| Als Wolfsdonk Sport |        |        |        |        |        |        |        |        |        |                  |        |                                                      |
| 2018/19             |        |        |        |        |        |        | 12     |        |        | 2e Prov. A Brab. | 19     |                                                      |
| 2019/20             |        |        |        |        |        |        |        | 4      |        | 3e Prov. A Brab. | 49     | Seizoen na speeldag 24 stopgezet door coronapandemie |
| Als RWL Sport       |        |        |        |        |        |        |        |        |        |                  |        |                                                      |
| 2020/21             |        |        |        |        |        |        |        | -      |        | 3e Prov. A Brab. | –      | Seizoen na speeldag 5 geschrapt door coronapandemie  |
| 2021/22             |        |        |        |        |        |        |        | 1      |        | 3e Prov. A Brab. | 72     |                                                      |
| 2022/23             |        |        |        |        |        |        | 3      |        |        | 2e Prov. B Brab. | 51     |                                                      |
| 2023/24             |        |        |        |        |        |        | 7      |        |        | 2e Prov. B Brab. | 46     |                                                      |
| 2024/25             |        |        |        |        |        |        | 16     |        |        | 2e Prov. B Brab. | 12     | Degradatie                                           |
| 2025/26             |        |        |        |        |        |        |        |        |        | 3e Prov. D Brab. |        |                                                      |

## Resultaten Dames (tot 2018)

### Erelijst
- Derde klasse (1x): 2014
- Provinciaal kampioen Brabant (1x): 2012

### Seizoenen A-ploeg
| Seizoen | Reeks              | Niveau | Plaats | Punten | Beker        | Opmerkingen                                                                               |
| ------- | ------------------ | ------ | ------ | ------ | ------------ | ----------------------------------------------------------------------------------------- |
| 2011/12 | Eerste provinciale | 4      | 1      | ?      | Eerste ronde | Promotie naar Derde klasse, die door de creatie van de Women's BeNe League niveau 4 wordt |
| 2012/13 | Derde klasse B     | 4      | 3      | 49     | Eerste ronde |                                                                                           |
| 2013/14 | Derde klasse B     | 4      | 1      | 58     | Derde ronde  |                                                                                           |
| 2014/15 | Tweede klasse      | 3      | 11     | 18     | Derde ronde  |                                                                                           |
| 2015/16 | Tweede klasse B    | 3      | 12     | 13     | ?            | Laatste, maar reeksbehoud dankzij competitiehervorming                                    |
| 2016/17 | Tweede klasse B    | 3      | 12     | 13     | Derde ronde  |                                                                                           |
| 2017/18 | Eerste provinciale | 4      | 2      | 47     | ?            |                                                                                           |
| 2018/19 | Eerste provinciale | 4      | 8      | 28     | ?            |                                                                                           |
| 2019/20 | Eerste provinciale | 4      | 7      | 25     | ?            |                                                                                           |
| 2020/21 | Eerste provinciale | 4      | -      | -      | -            | Seizoen geschrapt wegens Covid-19                                                         |
| 2021/22 | Eerste provinciale | 4      | 11     | 14     | -            | Laatste seizoen                                                                           |